# Dekkan-Trapp

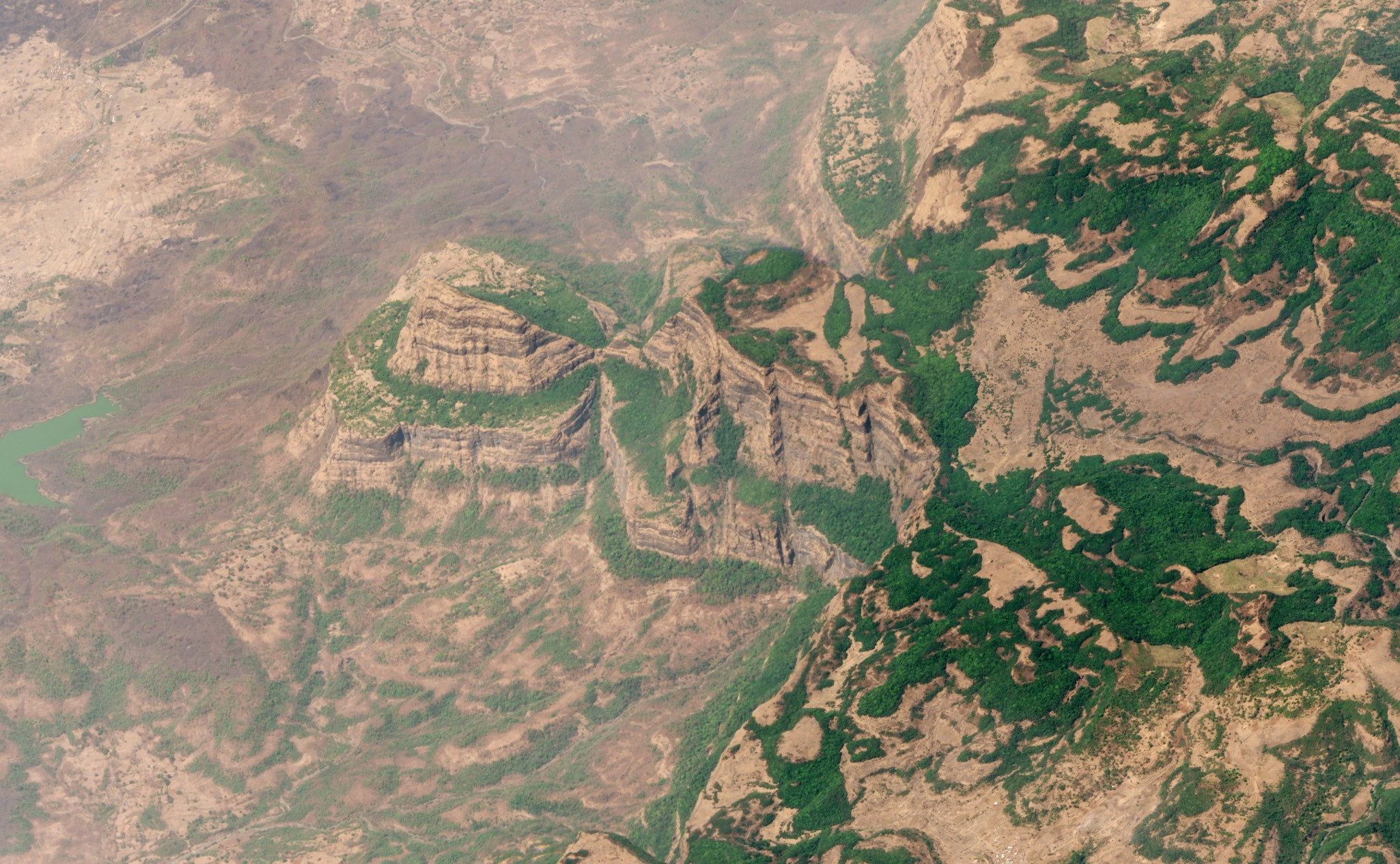
SkySat-Satellitenaufnahme vom Dekkan-Trapp im Bundesstaat Maharashtra

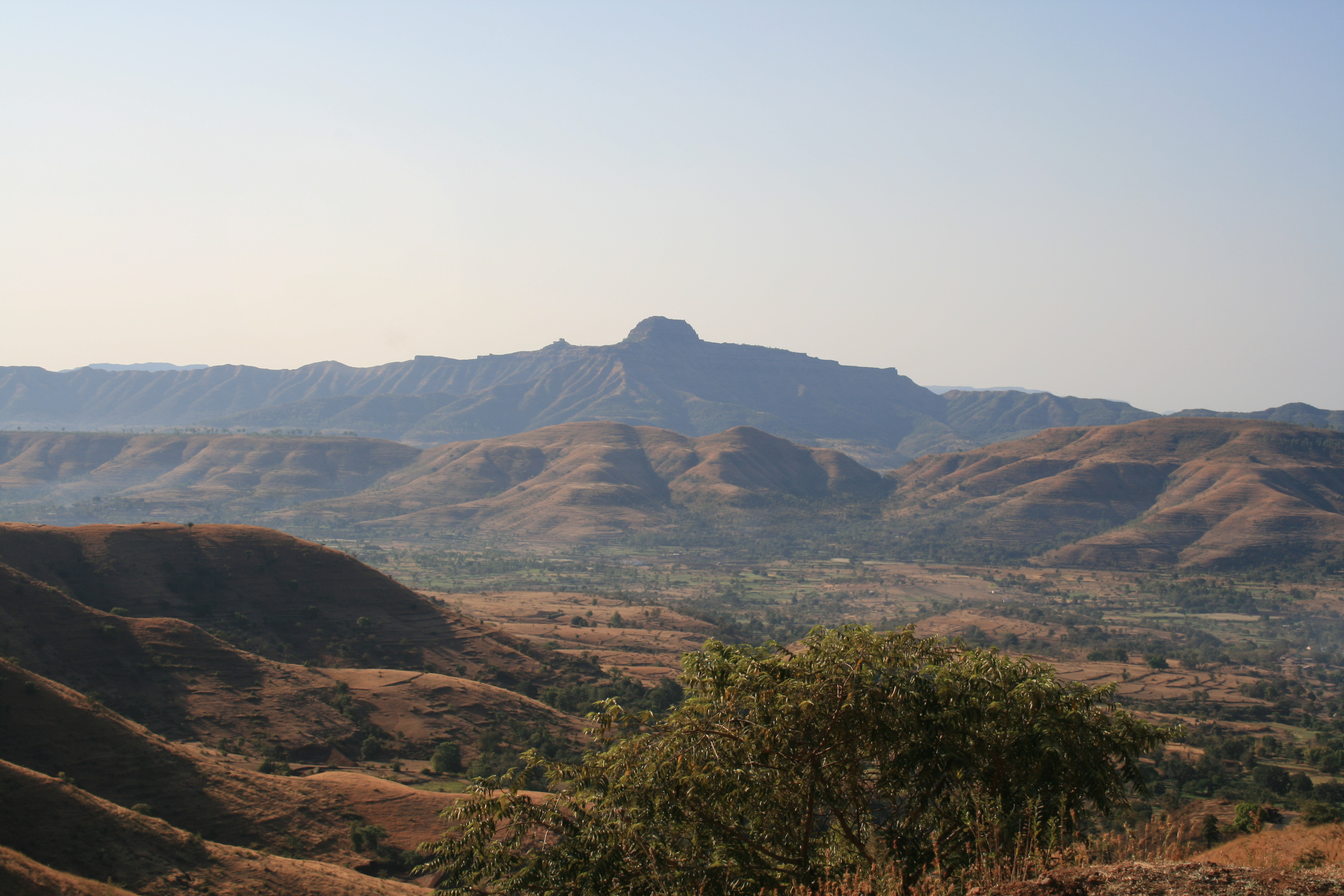
Dekkan-Trapp bei Pune im Bundesstaat Maharashtra

Der Dekkan-Trapp bildet in westlich-zentralen Bereichen des indischen Subkontinents eine der größten kontinentalen magmatischen Großprovinzen weltweit. Er besteht aus vielen Bänken von erstarrten Flutbasalten, die die namengebenden treppenartigen Strukturen bilden. Regional sind sie bis zu ca. 2.000 Meter mächtig und bedecken eine Fläche von etwa 500.000 Quadratkilometern mit einem Volumen von etwa 1.000.000 Kubikkilometern.
Die Entstehung des Dekkan-Trapps wird mit dem Zerfall Ostgondwanas und der Kontinentaldrift des ursprünglichen indischen Kontinentalblocks, Groß-Indien genannt, mit Überquerung des Réunion-Hotspots in Verbindung gebracht. Die magmatischen Ausbrüche ereigneten sich diskontinuierlich zwischen etwa 69 und 62 Millionen Jahren vor heute (mya) und erstreckten sich über die Grenze zwischen dem Ende der Kreide und dem Anfang des Paläozäns.

## Tektonischer Rahmen

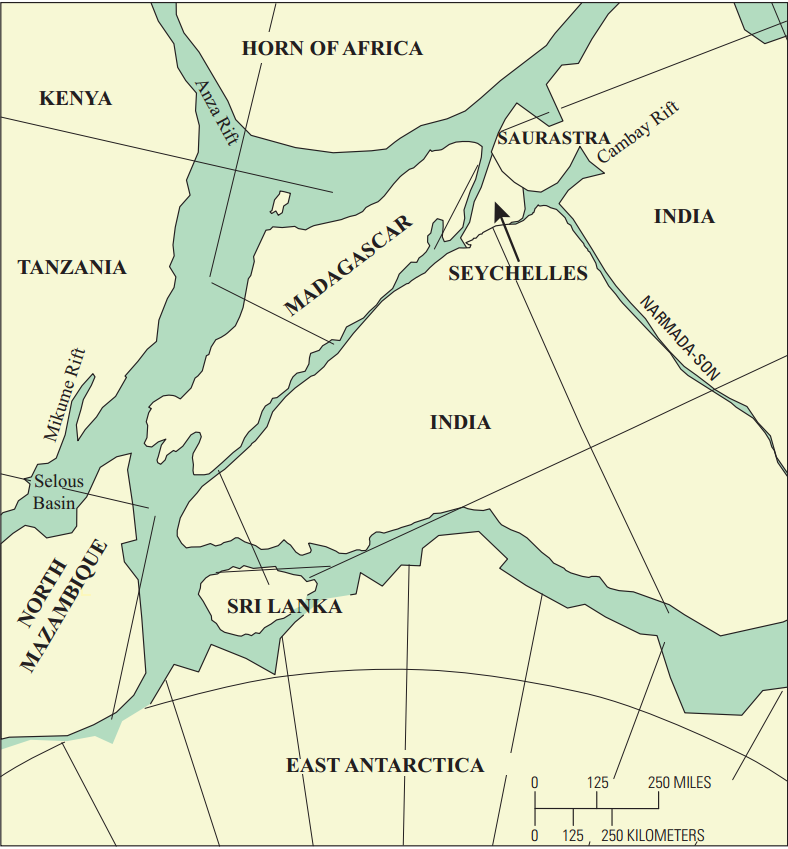
Paläogeographie Ostgondwanas im frühen Jura vor dem Zerfall Groß-Indiens
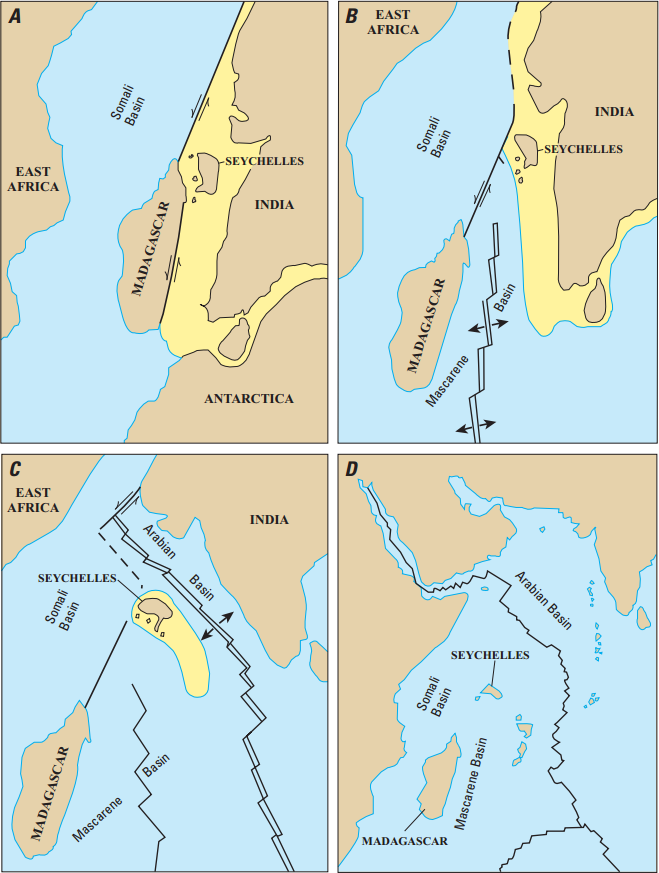
Tektonische Entwicklungen während der Separierung Ostmadagaskars und der Seychellen von Groß-Indien zwischen A: der frühen Kreide, B: der späten Kreide, C: dem Paläozän und D: rezente Situation
Kontinentaldrift des indischen Subkontinents

Der Dekkan-Trapp kann tektonisch und zeitlich zurückverfolgt werden bis zum Zerfall Ostgondwanas. Der in Ostgondwana enthaltene kontinentale Block, Groß-Indien (Greater India) genannt, war u. a. verbunden mit Ostmadagaskar und den Seychellen. Ostmadagaskar war ursprünglich Bestandteil des westlichen Dharwar-Kratons (Greater Dharwar Craton). Zwischen ca. 90 und 63 mya erfolgte die Spreizung zwischen Groß-Indien und Ostmadagaskar, gefolgt von der Trennung der Seychellen von Groß-Indien von ca. 68 bis 61 mya. Ursache für diese tektonischen Prozesse war jeweils ein Mantelplume. Der erstere war der Marion-Hotspot. Er breitete sich unter Ostmadagaskar aus und erzeugte einen Grabenbruch und eine Ozeanbodenspreizung zwischen Ostmadagaskar und dem Südwesten von Groß-Indien. Der zweite wird dem Réunion-Hotspot zugeordnet. Dieser Hotspot war bzw. ist Bestandteil eines Mantelplumes aus dem unteren Erdmantel. In nördlichen und zentralen Bereichen der Seychellen traten magmatische Aktivitäten von 67 bis 61 mya auf. Daraus entstanden die 42 felsischen Granitinseln der Inner Islands, auch Seychellen-Bank genannt. Südwestlich dieses Rifts und südlich von Ostmadagaskar entstand das Maskarenen-Plateau. Dieses besteht wie die Seychellen aus granitischen Gesteinen, die in südlichen Bereichen Schmelzspuren des Réunion-Hotspots aufweisen, die sich ausgehend von den heutigen Réunion-Vulkanen bis ca. 50 bis 45 mya nachweisen lassen.

Bathymetrische Karte des Zentralindischen Rückens (mittig), sowie des Chagos-Lakkadiven-Rückens (oben rechts), des rezenten Réunion-Hotspots (unten links) und des nordöstlich anschließenden Maskarenen-Plateaus

Nachdem sich Groß-Indien von Ostmadagaskar getrennt hatte, driftete es nach Nordosten. Dabei bildete sich auf dem Ozeanboden der Chagos-Lakkadiven-Rücken (Chagos-Laccadive Ridge). Der nördliche Teil, der Lakkadiven-Rücken, wird als kontinentales Fragment von Ostmadagaskar angesehen, das von submarinen Vulkanen und ozeanischen Plateaus durchdrungen ist, die sich verlängern lassen bis zu den Schmelzspuren des Réunion-Hotspots auf dem Maskarenen-Plateau. Die ab ca. 38 mya entstehende Ozeanbodenspreizung des Zentralindischen Rückens unterbricht den Verlauf des Réunion-Hotspots.

## Dekkan-Magmengenerierung

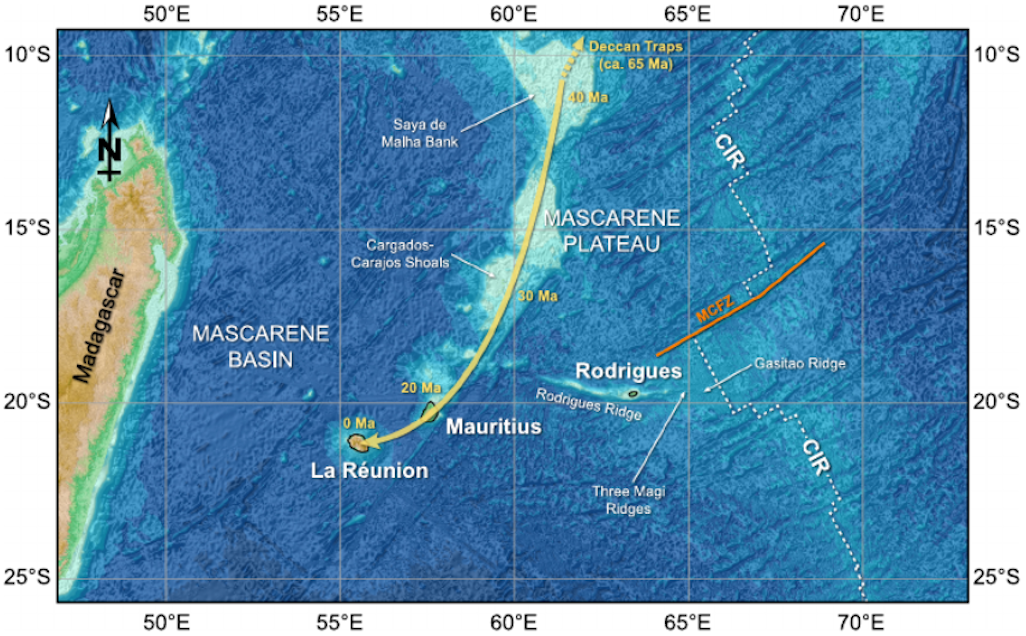
Maskarenen-Plateau im Indischen Ozean mit Spuren des Réunion-Hotspots

Nach vielfach wissenschaftlich untermauerten Untersuchungen resultiert die Magmenentwicklung des Dekkan-Trapps aus einem asthenosphärischen Mantelplume, der Ströme aus heißem, aufsteigenden Material aus dem Erdmantel mit einer typischen pilzförmigen Struktur und einem großen Plume-Kopf bildet, von dem ein enger Plume-Schlauch abzweigt. Dieser erzeugt eine Kette von Hotspot-Tracks mit ansteigendem Alter, indem die tektonische Platte über den relativ stationären Plume wandert. Dieser Plume-Schlauch wird dem Réunion-Hotspot zugeordnet. Dabei begann der sublithosphärische Mantel aufgrund des Auftreffens des Hotspots zu schmelzen und produzierte eine partielle Schmelze mit Bildung von alkalischen Muttermagmen. Bei fortgesetzter Wechselwirkung zwischen Hotspot und Mantel schmolz die Lithosphäre in geringer Tiefe weitgehend auf und erzeugte voluminöse, weit verbreitete, überwiegend tholeiitischen Magmen, die sich meistens subhorizontal ablagerten. Die gesamten magmatischen Eruptionen erfolgten diskontinuierlich zwischen ca. 69,5 und 62 mya mit einem Peak um ca. 66 mya.
Dieses Modell der Magmengenerierung wurde im Rahmen des seismologischen Projektes Réunion Hotspot and Upper Mantle – Réunions Unterer Mantel (RHUM-RUM) untersucht. Als der aufsteigende Plumekopf an der Basis der Lithosphäre ankam und teilweises Schmelzen auslöste, entstanden durch den anschließenden Oberflächenvulkanismus die Dekkan-Magmen, die den räumlichen und zeitlichen Beginn der Réunion-Hotspot-Spuren markieren.

## Dekkan-Trapp-Provinzen
- Vereinfachte geologische Karte des indischen Subkontinents mit den Dekkan-Trapp-Provinzen (blau markiert)
- Geographie des indischen Subkontinents mit Lage und Ausbreitung der Dekkan-Trapp-Provinzen
- Beschriftete vereinfachte Karte der Dekkan-Trapp-Provinzen

Der Dekkan-Trapp breitete sich in südwestlichen, nordwestlichen und zentralwestlichen Bereichen sowie am westlichen Kontinentalrand von Groß-Indien bzw. des ursprünglichen indischen Subkontinents aus. Sie bilden die Dekkan-Trapp-Provinzen. Diese umfassen die Dekkan-Hauptprovinz bzw. das Hochland von Dekkan im Bundesstaat Maharashtra, das Malwa-Plateau im Bundesstaat Madhya Pradesh, das Mandla-Lobe-Plateau im Bundesstaat Madhya Pradesh und die Provinzen auf den Halbinseln Kathiawar und Kachchh (Kutch) im Bundesstaat Gujarat. Die Dekkan-Hauptprovinz bildet das größte und südlichste Ausbreitungsgebiet, während das Malwa-Plateau die nördliche Ausbreitungzone der Dekkan-Hauptprovinz darstellt. Das Mandla-Lobe-Plateau befindet sich im Osten, die Kathiawar- und Kachchh-Provinzen entstanden im Nordwesten.
Diese Teilprovinzen überdecken vier große Grabenbruchzonen: den Narmada-Tapi-Grabenbruch (Narmada-Satpura-Tapi rift), den Westküsten-Grabenbruch (West Coast rift), den Cambay-Grabenbruch (Cambay rift) und den Kachchh-Grabenbruch (Kachchh rift oder Kutch rift). Der Narmada-Tapi-Grabenbruch verläuft annähernd in west-östlicher Richtung und kann verlängert werden bis zum heutigen westlichen indischen Kontinentalrand. Dieser Grabenbruch umschließt den Horst des Satpuragebirges nördlich bzw. südlich. Zwischen den Kathiawar- und Kachchh-Provinzen breitet sich heute der Golf von Kachchh aus, durch die die Kathiawar-Verwerfung (Kathiawar fault) verläuft.
Der Kachchh-Grabenbruch ereignete sich in der späten Trias bis zum frühen Jura, gefolgt vom Cambay-Grabenbruch in der frühen Kreide. Diese Grabenbrüche bildeten sich während des Zerfalls Gondwanas. Die Narmada-Tapi- und Westküsten-Grabenbrüche entstanden während der Formierung von Groß-Indien ab dem Neoarchaikum um 2600 mya bis zum frühen Neoproterozoikum bis 800 mya (siehe auch Central India Tectonic Zone) und wurden in der späten Kreidezeit reaktiviert. Diese Grabenbruchzonen laufen in einer Quasi-Triple Junction (Drillingstruktur) zusammen und führten zur Ausdünnung der Lithosphäre, wodurch die Magmen des Dekkan-Trapps aufsteigen und sich ausbreiten konnten.

## Magmatite und Sedimente
Der Dekkan-Trapp bildet eine Abfolge von flach liegenden Bänken; er ist strukturiert in die magmatischen Trapps, die sich auf verschiedenen Sedimentablagerungen bildeten und in denen Sedimenthorizonte diskordant eingeschaltet sind. Die Mächtigkeit der Ablagerungen erreicht in den Westghats bis zu ca. 2000 m; sie bilden dort einen der höchsten Steilhänge weltweit.

### Magmatite
Der Dekkan-Trapp entwickelte sich aus mehreren magmatischen Lavaströmen, deren Mächtigkeit von wenigen Metern (m) bis zu mehr als 30 m reicht. Sie bestehen fast überwiegend aus tholeiitischen Basalten, alkanischen Basalten, basaltischen Andesiten sowie Nepheliniten, Lamprophyren und Karbonatiten. Mantelxenolithe kommen u. a. auf Kutch vor. In unteren Horizonten entwickelten sich basaltische Lavaströme sowie Dykes. Vulkanische Aschen sind reichlich vorhanden und treten oft auf den oberen magmatischen Horizonten auf. Diese enthalten Pyroxenit-Bestandteile mit Akzessorien von Spinellen und Lherzolithen.
Die Basalte können in drei verschiedene Einheiten unterteilt werden: (1) grauer und rötlicher, tonhaltiger, blasenförmiger Basalt, (2) Blasenbasalt und amygdaloidaler Basalt sowie (3) gegliederter und massiver Basalt. Die Blasen entstanden durch das Entweichen von Gasblasen aus den unterliegenden Lavaschichten während deren Abkühlung. Die Bläschen sind im Allgemeinen mit sekundären Mineralen wie Calciten, Zeolithen und Quarzen gefüllt. An manchen Stellen sind die massiven Magmatite von einer dünnen amygdaloidalen Einheit unterlagert. Der unterste Horizont eines jeden Lavastroms besteht aus gegliedertem und massivem Basalt. Dieser ist fein- bis mittelkörnig, kompakt, dunkel grünlich bis grau gefärbt und macht 60 bis 70 % des Lavastroms aus. Der obere Teil dieses Horizonts ist häufig gegliedert und zerklüftet. Die Basaltschichten wurden von vielen basischen und sauren Dykes durchdrungen. Die basischen Dykes bestehen im Allgemeinen aus Basalten und Doleriten, während die sauren Dykes im Allgemeinen aus Rhyolithen und Felsiten bestehen. Die doleritischen Gesteine weisen im Allgemeinen porphyrisches Gefüge auf. Die Dykes erreichen Ausmaße von ca. 2 bis 5 m, können aber auch bis zu 250 m betragen.

### Sedimente und Fossilien
An der Basis und zwischen magmatischen Trapp-Bänken sind sedimentäre Zwischenlagen eingeschaltet. Diese sind in situ-Produkte aus Verwitterungen, Erosionen und stellen eine zeitliche Lücke zwischen zwei aufeinanderfolgenden Lavaströmen dar. Die sedimentären Zwischenlagen werden als Infratrappean Beds, Intertrappean Beds und Supratrappean Beds bezeichnet. Sie sind äußerst fossilienreich.
- Infratrappean Beds

Die ca. 70 bis 66 mya alten Infratrappean Beds sind in diskontinuierlichen Abschnitten von Balasinor im Bundesstaat Gujarat im Westen bis Ambikapur im Bundesstaat Madhya Pradesh im Osten und von Sagar in Madhya Pradesh im Norden bis Dongargaon im Distrikt Pune, Pisdura in Maharashtra und Marepalli in Andhra Pradesh im Süden zu finden. Sie erreichen eine maximale Mächtigkeit von ca. 75 m, wobei ein dicker Abschnitt aus dem Typusgebiet in Jhiraghat im Distrikt Jabalpur im Bundesstaat Madhya Pradesh bekannt ist. Die Infratrappean Beds werden lithostratigraphisch strukturiert in die basale Jabalpur-Formation und die Lameta-Formation.
Die Jabalpur-Formation besteht aus weichen mehrfarbigen oder massiv gelagerten Sandsteinen. Den Kontakt zwischen dem Grundgebirge und den basalen Sandsteinen bilden im Allgemeinen Konglomerate. Auf die Sandsteine folgen feine Tone und weiche tonige und sandige undeformierte Schiefer mit geringfügigen Einschaltungen von weißen Sandsteinen. Diese Ablagerungsfolge entspricht der oberen Gondwana-Supergroup, die unterlagert wird von Graniten, Gneisen und kristallinen Schiefern des Grundgebirges. Die Sedimente der Jabalpur-Formation wurden in einem fluvialen und fluvial-lakustrinen Ablagerungsmilieu abgelagert. Die Mächtigkeit der Jabalpur-Formation schwankt zwischen 16 und 185 m in Madhya Pradesh. Das Alter der Jabalpur-Formation reicht vom Tithonium des oberen Juras um ca. 146 mya bis zum Berriasium der Unterkreide um ca. 121,4 mya.
Die Fossilien dieser Formation beschränken sich ausschließlich auf verschiedenartige Farne, Bennettitales (Samenpflanzen) und Koniferen, jeweils in vielfältigen Arten und großer Anzahl. Sie wurden anhand von Körperfossilien oder Pollenanalysen ermittelt.
Die Lameta-Formation ist nur in Form kleiner isolierter Aufschlüsse freigelegt, die mit der Satpura-Verwerfung in Zusammenhang stehen. Die Lithostratigraphie dieser Formation beginnt mit basalen Konglomeraten oder Tonen, auf denen in Wechsellagen verschiedene Sandsteine, Kalksteine und gesprenkelte, knotenförmige, sandig-schluffig-tonige Mergel-Schichten lagern. Abgeschlossen werden sie durch die Magmatite des Dekkan-Trapps. Das Ablagerungsmilieu reicht von terrestrischen, über flachmarine, fluviale und marine bis hin zu Gezeiten- und Mündungsgebieten. Das Klima entsprach dem in einer trockenen terrestrischen oder alternativ in einer halbtrocken oder tropisch feuchten Umgebung. Das Alter dieser Formation datiert zwischen dem Maastrichtium der oberen Kreide um ca. 72 bis 66 mya.
Der Fossilbestand der Lameta-Formation umfasst vor allem eine Vielzahl von Fischen, Vogelbeckensauriern, Sauropoden, Theropoda, Schlangen, Crocodylomorpha, Schildkröten und Weichtieren, jeweils in unterschiedlichen Arten und Anzahl, sowie Dinosaurier-Nistplätze und -Eierschalen. Zudem kommen verbreitet diverse Pflanzen wie Charophyta sowie Spurenfossilien vor.
- Intertrappean Beds

Die Intertrappean Beds befinden sich in allen Dekkan-Trapp-Provinzen und werden entsprechend den dortigen Vorkommen lithostratigraphisch eingeteilt in die Sahyadri-Gruppe in der westlichen Dekkan-Provinz, die Satpura-Gruppe in der zentralen Provinz und die Malwa-Gruppe in der Malwa-Provinz sowie die Amarkantak-Gruppe in der Mandla-Provinz. Im Allgemeinen bestehen sie aus Schluffen, Schlammsteinen, Sandsteinen, Tonen, Mergeln und Tonschiefern, häufig in Verbindung mit markanten fossilhaltigen Cherts und gelegentlich mit Kalksteinbetten. Oberhalb der Intertrappean Beds lagerten sich wieder Trapp-Magmatite ab. Die Intertrappean Beds werden traditionell als lakustrische Süßwasserablagerungen mit marinen Flachwassereinflüssen betrachtet, die in tief liegenden Gebieten auf Oberflächen von Lavaströmen während der ruhenden Phasen des Magmatismus abgelagert wurden. Das Umgebungsmillieu entsprach einer semiariden Klimazone. Im Vergleich zur Lameta-Formation sind die Intertrappean Beds relativ dünn und erreichen im Allgemeinen eine Mächtigkeit von einigen Zentimetern bis ca. 30 cm, selten bis zu ca. 13,5 m. Deren Alter reicht vom Maastrichtium der Oberkreide um ca. 70 mya bis zum frühen Paläozän um ca. 64,5 mya.
Die in den Intertrappean Beds entdeckten Fossilien beinhalten u. a. Fische, Amphibien, Frösche, Schuppenechsen, Crocodylomorpha, theropode und sauropode Dinosaurier und Dinosaurier-Eierschalen, Flugsaurier, Säugetiere, Wirbellose, Ostrakoden und Pflanzen sowie planktonische Foraminiferen und Spurenfossilien, jeweils in unterschiedlichen Arten und Anzahl.
- Supratrappean Beds

Die Supratrappean Beds bilden kleinere Ablagerungen aus lateritischen Verwitterungsprodukten und erosionsbedingten Sandsteinen, Sanden und Konglomeraten. Diese Ablagerungen sind mit weniger als ca. 20 m nicht sehr mächtig.

## Höhlenklöster
In den Felswänden des Dekkan-Trapps wurden mehrere Höhlenklöster errichtet. Die bedeutendsten sind die Ellora-Höhlen und die Ajanta-Höhlen, die zum UNESCO-Welterbe zählen. Weitere sind die buddhistischen Bhaja-Höhlen bei der Stadt Karli, die Karla Caves bei Karli, das Bedsa-Höhlenkloster bei der Stadt Lonavla und die Pandavleni-Höhlen nahe der Stadt Nashik.
Die Ellora-Höhlen liegen ca. 30 km nordwestlich der Stadt Aurangabad im Bundesstaat Maharashtra. Sie bestehen aus einem Komplex von 34 buddhistischen, hinduistischen und jainistischen Höhlentempeln. Sie wurden zwischen 600 und 1000 n. Chr. aus einer über zwei Kilometer langen von Südost nach Nordwest verlaufenden basaltischen Felswand des Dekkan-Trapps herausgeschlagen und bilden eine ununterbrochene Reihe von Monumenten.
Das Areal der Ajanta-Höhlen umfasst 30 Höhlen, einschließlich der vier unvollendeten. Sie befinden sich in einem Talkessel etwa 4 km westlich der Kleinstadt Ajanta im Norden vom Distrikt Aurangabad des Bundesstaates Maharashtra. Die Höhlen von Ajanta wurden in eine senkrechte Klippe über dem linken Ufer des Flusses Waghora in den Hügeln von Ajanta gegraben und sind durch in die Felsen gehauene Treppen mit dem Fluss verbunden. Sie wurden anfänglich von buddhistischen Mönchen bewohnt, später jedoch von brahmanistischen Anhängern benutzt, bis sie nach Feindseligkeiten zwischen den Religionen verlassen wurden und in Vergessenheit gerieten.

## Mutmaßlicher Grund für das Aussterben der Dinosaurier
Manche Wissenschaftler machen, entgegen der verbreiteten Meteoritentheorie zum Dinosauriersterben, die mit der Ablagerung des Dekkan-Trapps verbundene Klimaänderung für das große Artensterben an der Kreide-Paläogen-Grenze verantwortlich (vgl. etwa die Verneshot-Hypothese).
Zusätzlich wurde diese Auffassung gestützt durch die Entdeckung, dass die in der fraglichen Zeit an der Kreide-Paläogen-Grenze vor etwa 66 Millionen Jahren typische Ablagerung von Iridium nicht nur bei Meteoriteneinschlägen, sondern auch durch Vulkanismus entstehen kann.
Diese Theorie ist weiterhin umstritten. So wird angeführt, dass die abrupte Abnahme der fossilen Arten nach dem Anstieg der Iridium-Konzentration schlecht durch stetige vulkanische Aktivität erklärt werden kann, sondern besser durch ein einmaliges, kurzes Ereignis wie einen Meteoriteneinschlag.
Gegen den Dekkan-Trapp als Quelle des Iridiums sprechen zudem die nicht-irdische Isotopenzusammensetzung des Iridiums, Palladiums und Osmiums innerhalb der Kreide-Paläogen-Grenzschicht sowie die Tatsache, dass sowohl Dicke als auch Konzentration der Grenzschicht und des Iridiums global nahezu identisch verteilt sind.
Lediglich im Bereich der Karibik, also dem Ort des Chicxulub-Einschlags, ist eine deutliche Zunahme der Iridium-Konzentration sowie der Mächtigkeit der Grenzschicht zu beobachten. Dies alles spricht für die Karibik als Ursprungsort des in der Grenzschicht enthaltenen Iridiums und der Grenzschicht an sich, da es immer um den Entstehungsort herum zu einer Anhäufung von Material kommen muss.
Dass die Aktivität in Indien vom Einschlag in Yucatán hätte angestoßen werden können, wird jedoch ebenso in Betracht gezogen. So gesehen hätte der Vulkan die Effekte des Meteoriten verstärkt.